# Логвин Віталій Дмитрович
Віталій Дмитрович Логвин (нар. 14 жовтня 1939, село Пишненки, тепер Зіньківського району Полтавської області) — український радянський діяч, бригадир комплексної бригади будівельно-монтажного управління «Цивільбуд» тресту «Полтавпромбуд». Депутат Верховної Ради УРСР 9—10-го скликань.

## Біографія
Освіта середня спеціальна.
З 1958 року — технік будівельно-монтажного управління.
У 1958—1960 роках — служба в Радянській армії.
З 1960 року — муляр, бригадир комплексної бригади мулярів Полтавського спеціалізованого домобудівного управління (будівельно-монтажного управління «Цивільбуд») тресту «Полтавпромбуд» Полтавської області.
Член КПРС з 1965 року.
Потім — на пенсії у місті Полтаві.

## Нагороди
- ордени
- медалі